# Le Déjeuner
Retrato de Mulher ou Le Déjeuner é um óleo sobre tela da autoria do pintor português Manuel Jardim. Pintado em 1910 e mede 142,8 cm de altura e 175,5 cm de largura.
A pintura pertence ao Museu Nacional Machado de Castro de Coimbra.